# یوها هورمه
یوها هورمه (انگلیسی: Juha Hurme؛ زادهٔ ۱۹ ژوئن ۱۹۵۹) مؤلف (پدیدآور)، و نویسنده اهل فنلاند است.
وی همچنین برندهٔ جوایزی همچون جایزه اینو لینو شده‌است.